# Liste der Stolpersteine in Waldenbuch
In der Liste der Stolpersteine in Waldenbuch werden die vorhandenen Gedenksteine aufgeführt, die im Rahmen des Projektes Stolpersteine des Künstlers Gunter Demnig bisher in Waldenbuch verlegt worden sind.

## Tötungsanstalt Grafeneck
Die systematische Ermordung von Menschen mit Beeinträchtigung durch das NS-Regime begann bereits in den 1930er Jahren. Nach Ausbruch des Krieges beschleunigte die sogenannte Aktion T4 durch die Einrichtung von Tötungsanstalten in Grafeneck, Hadamar und Schloß Hartheim die Schlagzahl. In Grafeneck (Gomadingen, Kreis Reutlingen) wurden mehr als 10.600 Menschen ermordet. Die Opfer waren mit Grauen Busse aus Behinderteneinrichtungen, Heil- und Pflegeanstalten abgeholt und unter einem Vorwand nach Grafeneck abtransportiert worden. Oftmals versprach man den gutgläubigen Insassen einen schönen Ausflug. Im Regelfall wurden diese Menschen noch am selben Tag hingerichtet, ohne moralische Legitimation, ohne irgendein Gerichtsverfahren, ohne jede Schuld. Proteste von Pflegepersonal oder Angehörigen beispielsweise der Heilanstalt Stetten hatten im Regelfall keine Wirkung, bestenfalls die Aufschiebung einiger Deportationen und Ermordungen um einige Wochen. Nur von rund viertausend Opfern sind Herkunftsort, Geburts- oder Wohnort bekannt. Seit 1990 erinnert eine Gedenkstätte in Grafeneck an die Verbrechen. Das Namens- und Gedenkbuch mit den Namen der Ermordeten wurde 1996 der Öffentlichkeit vorgestellt.

## Verlegte Stolpersteine
In Waldenbuch wurden zwei Stolpersteine an einem Standort – am Marktplatz vor dem Marktbrunnen – verlegt.

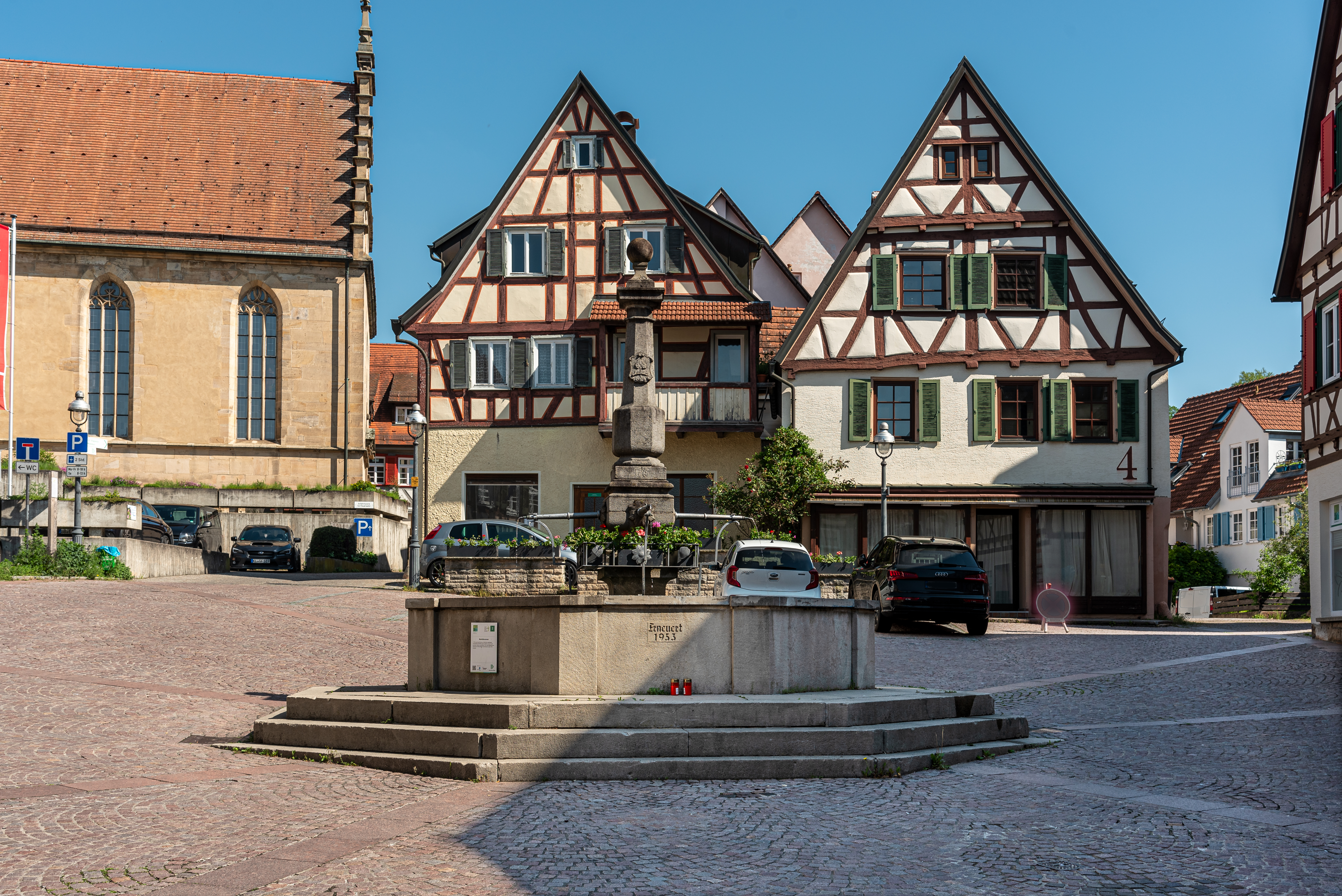
Waldenbuch Marktbrunnen

| Stolperstein | Inschrift | Standort              | Name, Leben |
| ------------ | --- | --------------------- | --- |
|              | IN WALDENBUCH WOHNTE KATHARINA GLÄSSER JG. 1877 EINGEWIESEN 1924 HEILANSTALT WEINSBERG 'VERLEGT' 8.5.1940 GRAFENECK ERMORDET 8.5.1940 'AKTION T4'       | Marktplatz (Standort) | Katharina Glässer wurde 1877 geboren. Sie wurde 1924 in die Heilanstalt Weinsberg eingewiesen. Am 8. Mai 1940 wurde sie in die Tötungsanstalt Grafeneck abtransportiert und dort noch am selben Tag ermordet. Sie war ein Opfer der Aktion T4.                                                                  |
|              | VORDERE SEESTRASSE 5 WOHNTE AUGUST WEINHARDT JG. 1920 EINGEWIESEN 1930 HEILANSTALT STETTEN 'VERLEGT' 5.11.1940 GRAFENECK ERMORDET 5.11.1940 'AKTION T4' | Marktplatz (Standort) | August Weinhardt wurde 1920 geboren. Er wohnte in der Vorderen Seestraße 5. Im Alter von zehn Jahren, 1924, wurde er in die Heilanstalt Stetten eingewiesen. Am 5. November 1940 wurde er in die Tötungsanstalt Grafeneck abtransportiert und dort noch am selben Tag ermordet. Er war ein Opfer der Aktion T4. |

## Verlegedatum
- 27. Oktober 2016